# Rising Star (Teksas)
Rising Star je gradić u američkoj saveznoj državi Teksas. Prema popisu stanovništva iz 2010. u njemu je živjelo 835 stanovnika.